# Natalia Mechtchaninova
Natalia Mechtchaninova (en russe : Наталя Мещанинова) est une réalisatrice et scénariste russe originaire de Krasnodar en URSS, née le 17 février 1982.

## Biographie
En 2005, Natalia Mechtchaninova termine les cours de la faculté d'art et de culture de l'Université d'État du Kouban, dans la section de spécialisation en réalisation cinématographique et télévisuelle. Elle travaille pour la télévision de Krasnodar puis elle termine une spécialisation en cinéma documentaire à l'école de Marina Razbejkiha et Nicolas Izvalov et à l'école de télévision Internews,
Son premier court métrage est réalisé en 2006 sous le titre Mon monde (Мой Мир). Natalia Mechtchaninova est l'épouse de l'acteur de théâtre Stepan Devonine, qui est acteur dans son film Combinat Espoir.
Son film Le Cœur du monde (Сердце мира) est présenté au festival Kinotavr 2018 où il remporte le Grand Prix et où Stepan Devonine reçoit le prix du meilleur acteur.

## Filmographie

### Réalisatrice
- 2007 : L'Herbier (Гербарий) (documentaire 55')
- 2007 : Liberté (Охота за варота) (documentaire, 33')
- 2008 : Nobles intentions(Благие намерения) (documentaire,55')
- 2009 : L'École (Школа) (fiction, série TV, long métrage)
- 2014 : Combinat Espoir (Комбинат « Надежда ») (Fiction, 90')
- 2015 : Les Bracelets rouges (Красные браслеты) (Série TV, 92')
- 2018 : Le Cœur du monde (Сердце мира)
- 2021 : Une femme ordinaire (Обычная женщина)
- 2024 : One Little Nighttime Secret (Один маленький ночной секрет)

### Scénariste
- 2007 : Liberté (Охота за варота) (documentaire, 33') de Natalia Mechtchaninova
- 2013 : Une nouvelle année(Ещё один год) de Oksana Bytchkova (fiction, 107')
- 2014 : Combinat Espoir (Комбинат « Надежда ») (Fiction, 90') de Natalia Mechtchaninova
- 2015 : Les Bracelets rouges (Красные браслеты) (Série TV, 92') de Natalia Mechtchaninova
- 2017 : Arythmie (Аритмия) de Boris Khlebnikov (fiction, 100')
- 2018 : La Guerre d'Anna (Война Анны) d'Alekseï Fedortchenko (fiction, 73')

### Chef opératrice
- 2007 : Liberté (Охота за варота) (documentaire, 33')
- 2007 : L'Herbier (Гербарий)(documentaire 55')[4]

## Prix et récompenses
- Pour Combinat Espoir; Prix de la jeune critique Golos , Pris de la Guilde des critiques de cinéma russe Moscou 2015
- Grand Prix du festival international de Vilnius (section Baltic Gaze) 2014.
- 31e cérémonie des Nika : Nika du meilleur scénario pour Arythmie.
- Kinotavr 2018 : Grand Prix pour Le Cœur du monde.